# ژیزل ساپیرو
ژیزل ساپیرو (۲۲ ژوئن ۱۹۶۵) جامعه‌شناس فرانسوی است.

## زندگی‌نامه
پژوهش‌های ژیزل ساپیرو بر موضوع میدان روشنفکری، چرخه بین‌المللی آثار و ایده‌ها، به ویژه نویسندگان و ادبیات متمرکز است.
ساپیرو مدیر تحقیقات در مرکز ملی پژوهش‌های علمی فرانسه است و در سال ۲۰۰۰ نشان برنز را از آن دریافت کرد. او از سال ۲۰۱۱ مدیر مدرسه عالی مطالعات علوم اجتماعی و عضو مرکز جامعه‌شناسی اروپا است، که به مرکز جامعه‌شناسی و علوم سیاسی اروپا تبدیل شد. ساپیرو از سال ۲۰۱۰ تا ۲۰۱۳ مدیریت این مرکز را به عهده داشت. کار او ادامه کار پیر بوردیو است.
ژیزل ساپیرو در مقاله خود نویسندگان و سیاست در فرانسه که در سال ۲۰۱۸ منتشر شد، به بررسی نقش نویسنده در جامعه فرانسه می‌پردازد.

## آثار منتشر شده
- ژیزل ساپیرو، فضای روشنفکری در فرانسه، پاریس، دوکوورته، ۲۰۰۹.
- ژیزل ساپیرو، مسئولیت نویسندگان. ادبیات، حقوق و اخلاق در فرانسه، پاریس، سوی، ۲۰۱۱.
- ژیزل ساپیرو، جامعه‌شناسی ادبیات، پاریس، دکوورته، ۲۰۱۴.
- ژیزل ساپیرو، نویسندگان و سیاست در فرانسه، پاریس، سوی، ۲۰۱۸.
- ژیزل ساپیرو (به سرپرستی)، واژه‌نامه بین‌المللی بوردیو، پاریس، مرکز ملی پژوهش‌های علمی فرانسه، ۲۰۲۰.

## نشان‌ها و افتخارات
- ۲۰۲۱: نشان نقره مرکز ملی پژوهش‌های علمی فرانسه.[۳]
- ۲۰۰۰: نشان برنز مرکز ملی پژوهش‌های علمی فرانسه.[۴]